# Louise de Rohan
Louise Gabrielle Julie de Rohan (née à Paris le 11 août 1704 et baptisée le 13 août suivant - morte à Chevilly le 20 août 1780), est une aristocrate française, devenue princesse de Guéméné par mariage.

## Biographie
Elle est la fille du duc de Rohan-Rohan et de son épouse Anne-Geneviève de Lévis, et fait donc partie de l'illustre Maison de Rohan. Son père jouit du prédicat d'altesse. Sa mère est la fille unique de Madame de Ventadour. 
Elle est la sœur de Louise-Françoise, duchesse de La Meilleraye (mariée à un petit-fils d'Hortense Mancini  et ancêtre du prince Albert II de Monaco et de ses sœurs), de Jules, prince de Soubise et de Marie-Isabelle, duchesse de Tallard, gouvernante des enfants de France. Son oncle est le cardinal de Rohan, archevêque de Strasbourg, grand aumônier de France, commandeur du Saint-Esprit en 1713.
Louise de Rohan est fiancée à son cousin Hercule-Mériadec, prince de Guéméné, fils et héritier de Charles III, prince de Guéméné et de son épouse Charlotte Élisabeth de Cochefilet. Le mariage est célébré le 4 août 1718 à l'abbaye de Jouarre, dont sa sœur aînée, Charlotte-Armande, est alors abbesse.
Le 26 octobre 1737, la princesse de Guéméné présente sa fille Charlotte-Louise (1722-1786), au roi Louis XV et à la reine Marie Leszczyńska, au château de Fontainebleau. Deux jours plus tard, Charlotte-Louise épouse le prince italien Masserano (francisé en prince de Masseran), ambassadeur d'Espagne à Londres. Son portrait par Jean-Marc Nattier est de cette année-là. Il est conservé au château de Versailles. Elle possède le manoir de Launay, acquis en 1747 . 
Elle meurt à Chevilly, le 20 août 1780. 

## Descendance

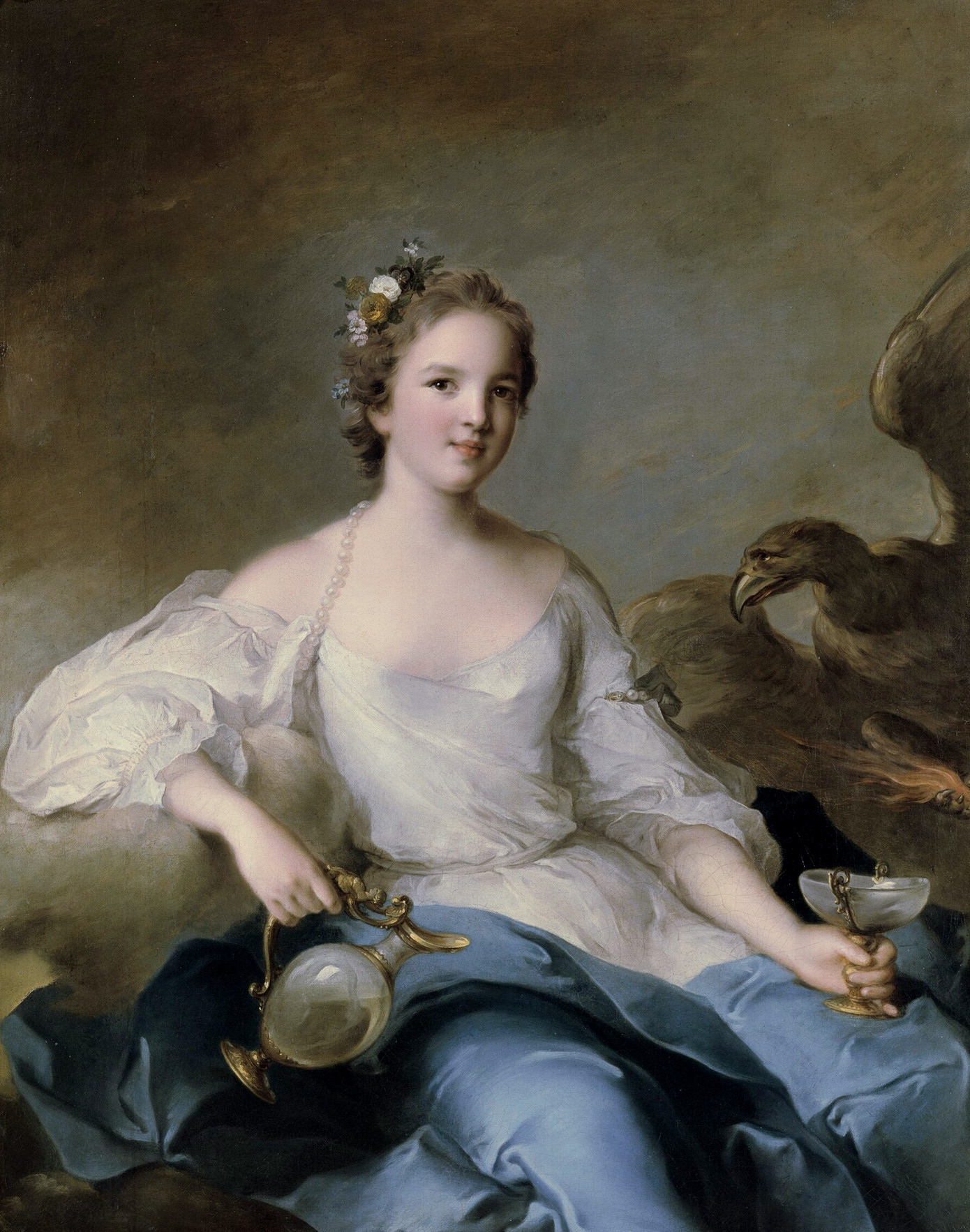
Portrait de la fille aînée de la princesse de Guéméné, Charlotte-Louise, par Nattier (1738).

- Charlotte-Louise de Rohan[2] (12 mars 1722 - octobre 1786) mariée à Vittorio Amadeo Luiz Ferrero Fieschi (de la famille Fieschi), prince de Masserano, dont descendance ;
- Geneviève Armande Élisabeth de Rohan, abbesse de Marquette (18 novembre 1724 - 1766), sans descendance ;
- Jules-Hercule-Mériadec de Rohan, prince de Guéméné (25 mars 1726 - 10 décembre 1800) marié à Marie-Louise de La Tour d'Auvergne (fille du prince de Turenne et de son épouse Marie-Charlotte Sobieska), dont descendance ;
- Marie-Louise de Rohan (1728 - 31 mai 1737) ;
- Louis-Armand-Constantin de Rohan, prince de Montbazon (18 avril 1731 - 24 juillet 1794) marié à Gabrielle Rosalie Le Tonnelier de Breteuil, fille de François-Victor Le Tonnelier de Breteuil, sans descendance ; il est guillotiné pendant la Révolution ;
- Louis-René de Rohan, cardinal de Rohan (25 septembre 1734 - 16 février 1803) archevêque de Strasbourg, grand aumônier de France, impliqué dans l'affaire du collier ;
- Ferdinand-Maximilien-Mériadec de Rohan, archevêque de Cambrai (7 novembre 1738 - 30 octobre 1813), il a des enfants illégitimes de sa liaison avec Charlotte Stuart, duchesse d'Albany, fille de Charles Édouard Stuart  et de Clementina Walkinshaw.